# Ladislav Syllaba
Ladislav Syllaba (16. června 1868 Bystřice u Benešova – 30. prosince 1930 Praha) byl český lékař vnitřních a nervových chorob, profesor na lékařské fakultě Univerzity Karlovy v Praze, publicista a národně demokratický politik. Byl velmistrem československé národní velkolóže Svobodných zednářů.

## Životopis

### Mládí
Ladislav Syllaba se narodil v rodině hostinského, později i bystřického starosty, Františka Syllaby a jeho manželky Anny, jako předposlední sedmé dítě, roku 1868. Nejprve navštěvoval bystřickou obecnou školu a v letech 1878–1882 přešel na benešovské nižší gymnázium. Vyšší gymnázium z finančních důvodů absolvoval v Kolíně, kde jeho bratr působil jako profesor náboženství. Nabídl rodičům, že studia svého mladšího bratra uhradí. Ladislav byl velmi nadaný student s širokým rozhledem. Studoval vždy s vyznamenáním.
Po maturitní zkoušce (1886) Ladislav Syllaba nastoupil na lékařskou fakultu Univerzity Karlo-Ferdinandovy v Praze. Medicínu si zvolil po svém kmotrovi, bystřickém lékaři, Františku Čížkovi. Sám si do svého deníku poznamenal: „Jda na medicínskou fakultu, ač z počátku se mi příčí tak surové zacházení s tělem lidským, jež při medicíně jest, musím si uvědomiti, že jdu za cílem tak vznešeným, jako bych šel, umění se věnuje. Co bylo vždy heslem mým než dopátrati se pravdy?“

### Lékařská praxe
Na univerzitě se Ladislav Syllaba rozhodl pro práci v oblasti vnitřního lékařství. Vysokoškolská studia zakončil s výtečným prospěchem roku 1892 a po promoci nastoupil do pražské všeobecné nemocnice jako externí lékař. Když na podzim roku 1892 vypukla v sousedním Německu epidemie cholery, vyslalo ho České místodržitelství k saským hranicím jako inspekčního lékaře. Po návratu v roce 1893 začal mladý doktor pracovat na poliklinice pro vnitřní choroby u významného profesora Josefa Thomayera. Školní rok 1893–1894 pobýval Syllaba ještě na stipendijním pobytu v Paříži. Po návratu se stal přímo Thomayerovým asistentem. V roce 1895 se oženil s dcerou přednosty železniční stanice Marií Švábovou.
Souběžně s prací na poliklinice nezanedbával Syllaba ani vědecký výzkum. Od roku 1894 se zabýval vyšetřováním krevního séra a v březnu roku 1900 vydal dílo O pathogenese zhoubné chudokrevnosti. Dvoudílná habilitační práce se stala pozoruhodným lékařským objevem. Prokázání přítomnosti bilirubinu v krevním séru nemocných je dodnes používáno při vyšetřování krevních a jaterních chorob. Docentem patologie a terapie nemocí vnitřních byl Ladislav Syllaba jmenován 16. dubna 1901. O dva roky později však musel z polikliniky odejít.
Aby zaopatřil svou rodinu, začal ve věku pětatřiceti let vykonávat soukromou lékařskou praxi. Kontakt s univerzitním prostředím mu opět zajistil Josef Thomayer, tentokrát přednáškami na II. lékařské klinice. Díky Thomayerovi byl také Syllaba v roce 1904 jmenován a 1909 ustanoven mimořádným profesorem.
Bez možnosti přístupu do klinických laboratoří se Syllaba začal více věnovat způsobu vyšetřování pacientů. Po vypuknutí I. světové války působil jako přednosta interního oddělení záložní nemocnice Červeného kříže ve Strakově akademii, později v záložní nemocnici ve Vršovicích a ve vojenské nemocnici v Terezíně. Na základě několikaleté praxe vzniklo souborné, světově uznávané dílo „Nauka o lékařském poklepu a poslechu“.

### Politika
Stranou Syllabova zájmu nezůstávalo ani politické dění. Z rodinného prostředí převzal vlastenecké cítění a už jako student se rád zapojoval do spolkové činnosti. Během první světové války ve svých článcích a projevech nebojácně vystupoval za právo českého státu na samostatnost. Jeho jméno se nachází i mezi prvními podpisy českých spisovatelů, kulturních a vědeckých pracovníků pod poselstvím říšské radě ze dne 30. května 1917.
Díky svým postojům se Ladislav Syllaba stal v roce 1918 členem Revolučním národním shromáždění za Českou státoprávní demokracii, respektive za z ní vzniklou Československou národní demokracii. Byl povoláním univerzitním profesorem.
V prvorepublikovém parlamentu se zabýval především lékařskými a vysokoškolskými tématy. Po demisi tehdejší vlády v roce 1920 se opět plně věnoval lékařství. Na klinice zřídil speciální neurologickou ordinaci a stále více uplatňoval moderní poznatky v oboru. Zřídil kabinet pro rentgenologii a fyzikální terapii, ordinaci pro tuberkulózu i celou řadu dalších speciálních ordinací. Syllabova klinika se stala významným pracovištěm, kam se přicházeli praktikovat nejen tuzemští, ale i zahraniční studenti.
Pro jeho odbornost si prof. Ladislava Syllabu za svého lékaře zvolil i tehdejší prezident republiky Tomáš Garrigue Masaryk. Prezident byl nejen jeho pacientem, ale i osobním přítelem. Masaryk sám po Syllabovi požadoval, aby se stejná starostlivost jako jemu věnovala každému nemocnému. Český spisovatel Karel Čapek prof. Syllabu dokonce nazval „národním lékařem“.

### Konec života

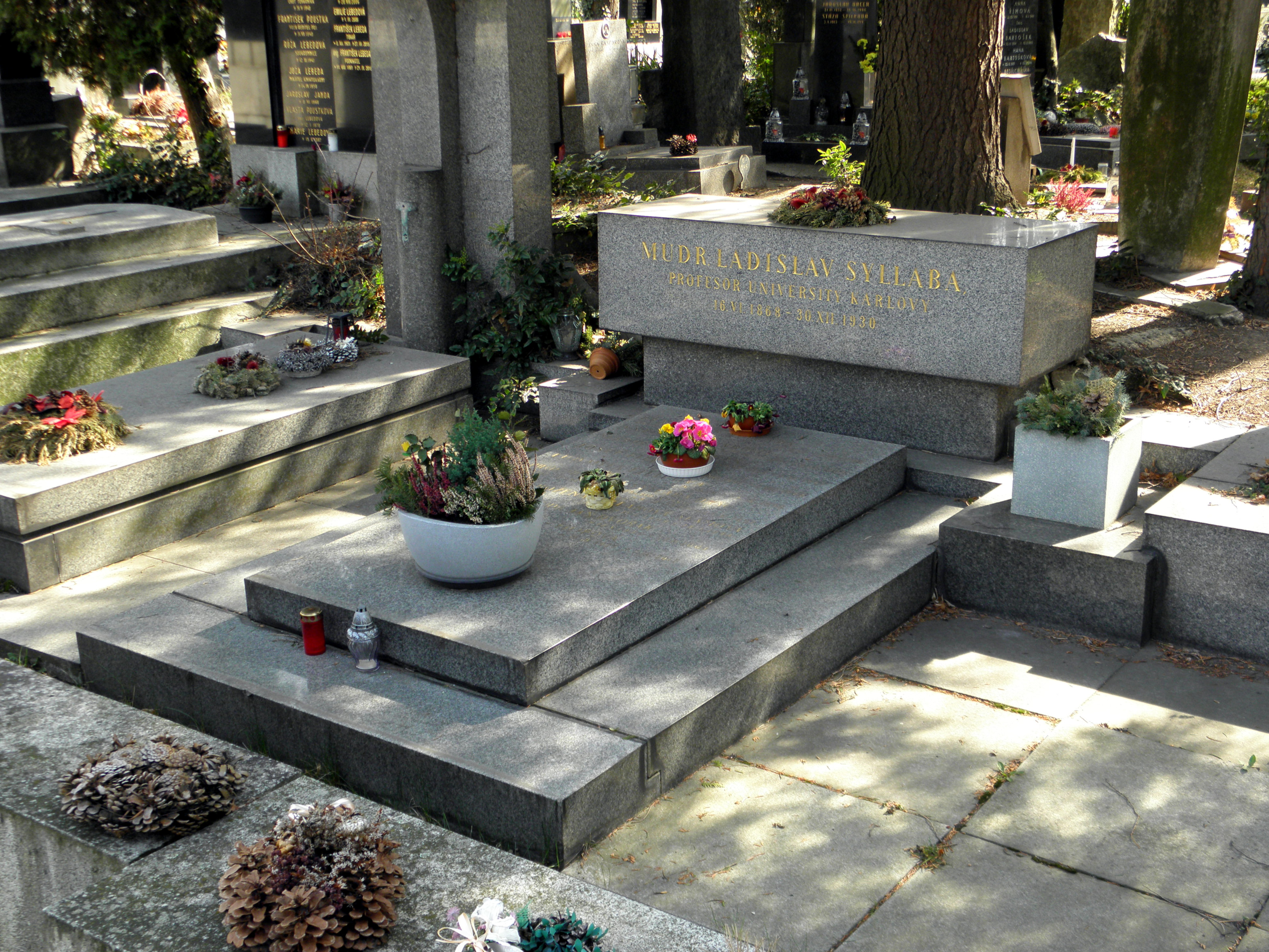
Hrob Ladislava Syllaby na Vinohradském hřbitově

Prof. Ladislava Syllaba zemřel po několikaměsíční nemoci ke konci roku 1930 na rozšířený plicní zánět. Poslední rozloučení se symbolicky konalo v Panteonu Národního muzea. Je pohřben poblíž kaple svatého Václava na Vinohradském hřbitově.

## Dílo
- O pathogenese zhoubné chudokrevnosti: příspěvek k jejímu poznání (1923)
- Nauka o lékařském poklepu a poslechu (1918–1925)